# 町田寿人
町田 寿人（まちだ ひさと、1957年3月31日 - ）は、日本の政治家。徳島県阿波市長（1期）。

## 来歴
徳島県阿波市出身。1976年徳島県立脇町高等学校卒。卒業後は阿波郡阿波町職員となる。2005年阿波町は合併により阿波市となり、合併後に阿波市役所で会計管理者、企画総務部長などを務め、2017年5月に副市長に就任した。2022年に財政、福祉、教育担当の副市長となった。
2023年2月15日阿波市長藤井正助は「一身上の都合」の理由で、市議会に辞職願を提出。体調不良が理由と見られており、同月17日に市議会から辞職が許可された。副市長の町田が市長職務代理者となった。町田は市長選立候補のため3月22日に副市長を辞職した。市長選挙は第20回統一地方選挙後半戦となる4月16日に告示、同月23日に投開票となり、告示日の4月16日の市長選挙の届出には町田一人のため、無投票での当選が決まった。